# Krásná Lípa (přírodní památka)
Krásná Lípa je přírodní památka v Krušných horách. Nachází se  východně od Krásné Lípy u Křimova v okrese Chomutov. Důvodem ochrany území je výskyt jediné populace kriticky ohroženého koniklece otevřeného na úpatí Krušných hor.

## Historie
Chráněné území vyhlásil okresní úřad v Chomutově dne 20. května 1992. Přírodní památka je v Ústředním seznamu ochrany přírody evidována pod číslem 1540 a spravuje ji Krajský úřad Ústeckého kraje. Od 3. listopadu 2009 je území součástí evropsky významné lokality Bezručovo údolí s celkovou rozlohou 11,95 km², ve které se nachází další dvě maloplošná chráněná území: přírodní rezervace Buky nad Kameničkou a přírodní památka Bezručovo údolí.
Prostor přírodní památky býval do poloviny dvacátého století využíván jako pastvina s řídkým porostem dubů a vysokým podílem konkurenčně slabých druhů rostlin. S omezením hospodářské činnosti začala pastvina zarůstat a velká část populace koniklece byla zničena zahrádkáři. Ochrana lokality a záchrana populace koniklece otevřeného je zásluhou chomutovského botanika a ochránce přírody Josefa Lorbera. Existuje proto návrh chráněné území přejmenovat na Lorberova loučka.

## Přírodní poměry

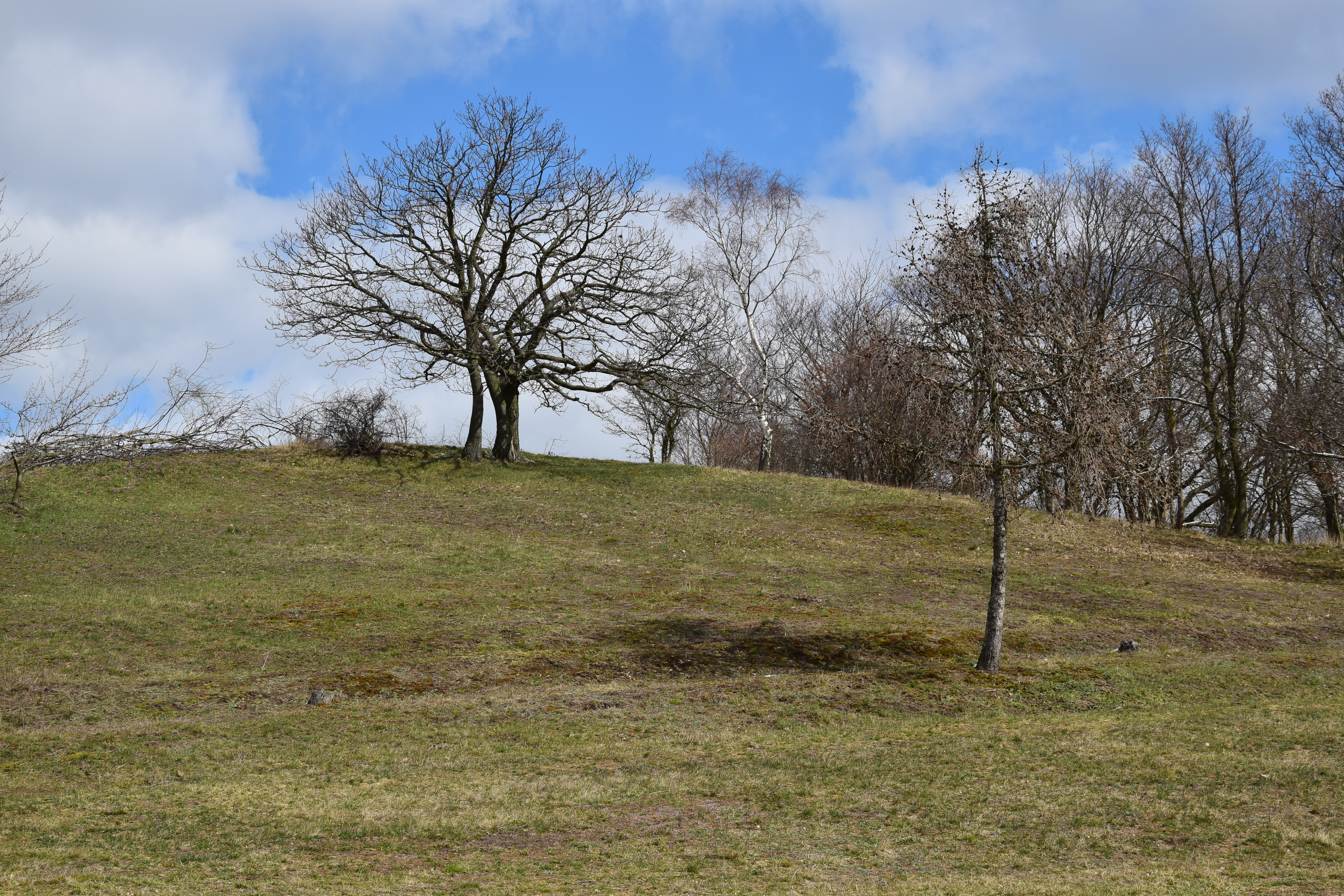
Stráň v jižní části chráněného území

Přírodní památka s rozlohou 1,23 hektaru se nachází v nadmořské výšce 583–603 metrů. Jádrem chráněného území s výskytem koniklece je oplocená část, kterou představuje ekotonové lemové společenstvo lesa a drnových zemědělských porostů, na něž na západě navazuje malá xerotermní stráň. Na jižní straně lokalita navazuje na extenzivně využívané trvalé travní porosty, zatímco od severu do chráněného území pronikají obvykle jednoleté plevelné druhy rostlin ze sousední zemědělské plochy. Na východě chráněné území přechází do smíšeného lesa.

### Abiotické faktory

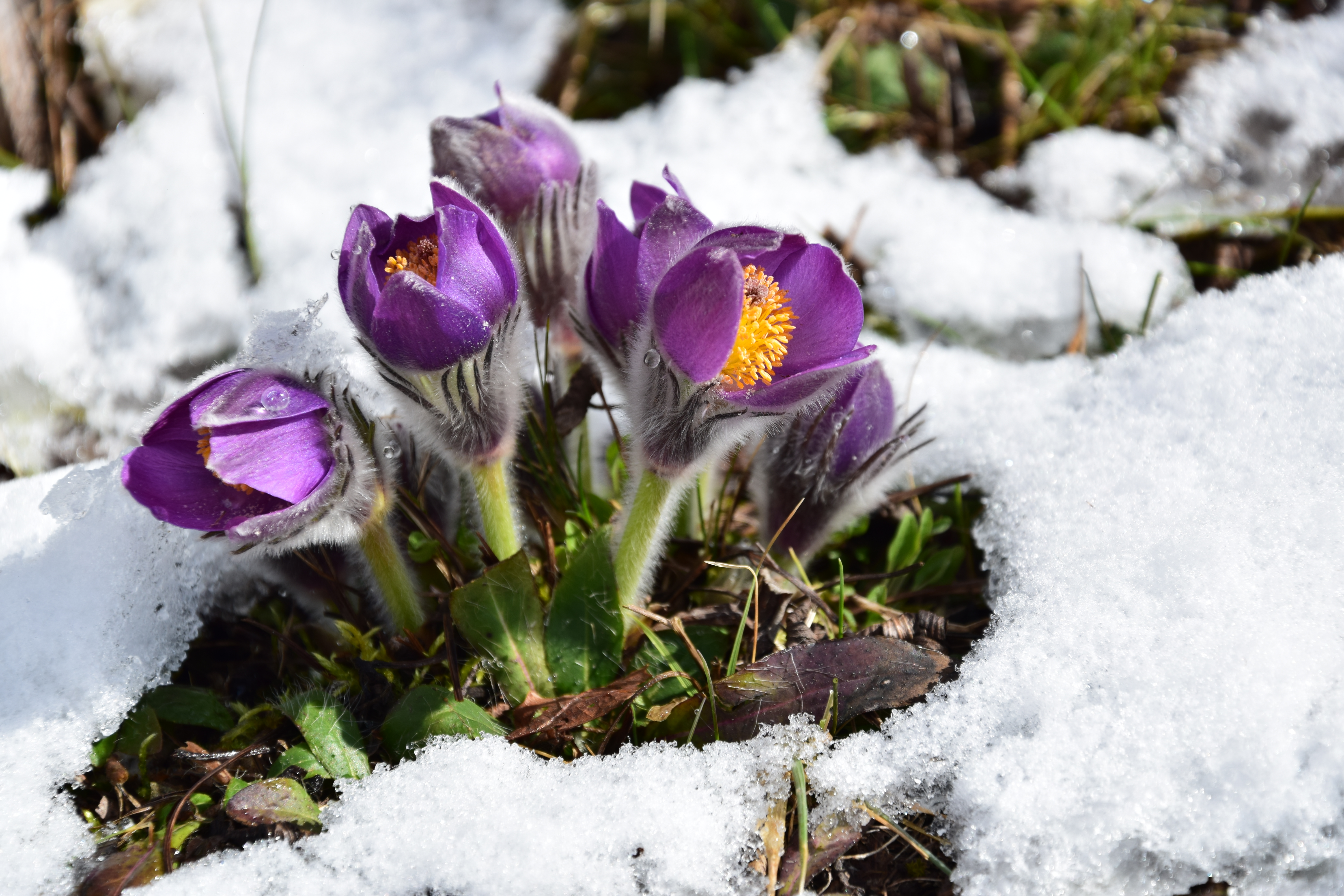
Koniklec otevřený na lokalitě

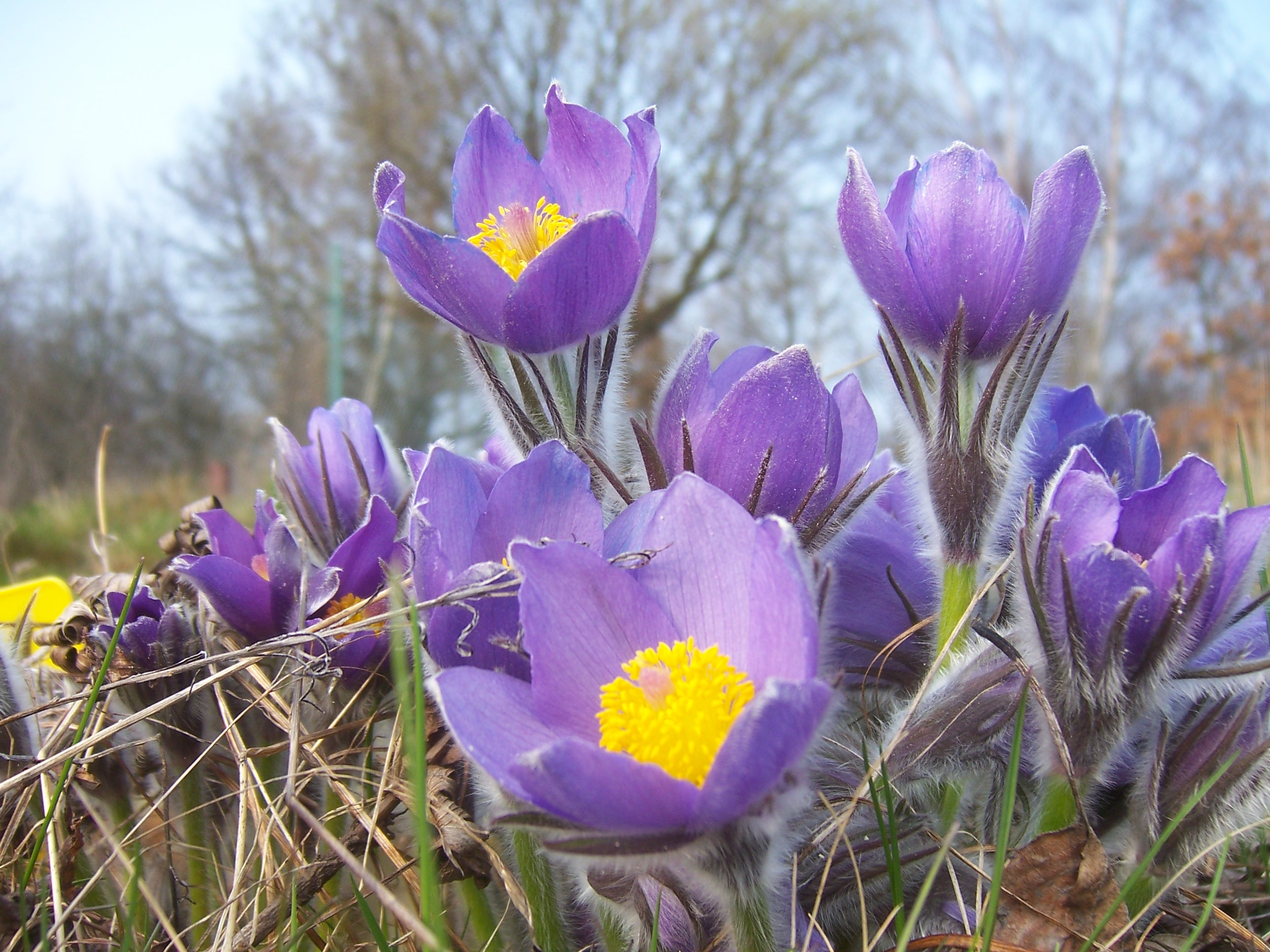
Koniklec otevřený na lokalitě

Geologické podloží tvoří proterozoické horniny krušnohorského krystalinika. Konkrétně se na lokalitě vyskytují tzv. šedé ruly bohaté na křemen a živec a granáticko-muskovitické pararuly s přechodem do dvojslídných svorů. Z geomorfologického hlediska území leží v Krušných horách, v podcelku Loučenská hornatina a okrsku Bolebořská vrchovina. Na zvětralinách podloží se vyvinul půdní typ kambizem dystrická.
Přírodní památka leží v povodí Chomutovky. V rámci Quittovy klasifikace podnebí se nachází v mírně teplé oblasti MT4, pro kterou jsou typické průměrné teploty −2 až −3 °C v lednu a 16–17 °C v červenci. Roční úhrn srážek dosahuje 500–750 milimetrů.

### Flóra a fauna
Nejvýznamnějším rostlinným druhem v chráněném území je kriticky ohrožený koniklec otevřený (Pulsatilla patens), který se zde vyskytuje v počtu přibližně sta trsů a jednotlivých rostlin. Na suchomilné stráňce roste několik jedinců silně ohroženého prstnatce bezového (Dactylorhiza sambucina) a k ohroženým druhům patří zimostrázek alpský (Polygala chamaebuxus) a lilie zlatohlavá (Lilium martagon). K dalším význačným druhům v oplocence patří prasetník plamatý (Hypochaeris maculata). V porostu stráně převládá kopretina chocholičnatá (Pyrethrum corymbosum) a roste na ní také smldník jelení (Peucedanum cervaria), kakost krvavý (Geranium sanguineum) a česnek viničný (Allium vineale). Fauna nebyla zkoumána.